# 考特妮·约翰逊
考特妮·约翰逊（英語：Courtney Johnson，1974年5月7日—），美国女子水球运动员。她曾代表美国国家队参加2000年夏季奥林匹克运动会水球比赛，结果队伍获得一枚银牌。